# 머스타드 (록 밴드)
머스타드(mustard)는 2006년 결성되어 2013년까지 활동한 대한민국의 록 밴드이다. 홍익대학교 인근을 중심으로 여러 축제나 행사 등 활발한 활동을 펼치며, 2008년 첫EP 음반 "P.M. 11:59"을 발매,
2009년 게임 "알투비트" 곡 삽입, 2009년 두 번째 싱글 앨범 "Half Time" 발매하는 등 강한 음악과 감성적인 멜로디로 두터운 매니아층을 갖고 있다. 2013년 2월 "Love Teller" 앨범과 2013년 9월 마지막 EP 디지털 싱글 앨범 "Full Time"을 발매로 끝으로 멤버들의 각자 또 다른 시작을 위한 해체를 선언하였다.

## 역사
머스타드 멤버 (2013)
- 한상민 - 기타
- 이정준 - 보컬
- 수람 - 드럼
- 전만선 - 기타
- 권용희 - 베이스

머스타드 멤버 (2006 - 2013)
- 정문기 - 기타
- 남궁현 - 베이스
- 김정업 - 베이스
- 손상빈 - 드럼
- 전태웅 - 드럼